# Велімір Іліч
Велімір Іліч (серб. Velimir Ilić або Велимир Илић; нар. 28 травня 1951, Чачак) — сербський політик.
1976 року він закінчив факультет технології та металургії Белградського університету. 2005 року отримав ступінь магістра в Університеті Крагуєвацу. Він працював у будівельних компаніях, у другій половині 90-х років почав вести свій власний бізнес.
З 1990 року він приєднався до Сербського руху оновлення, починаючи з 1993 року обирався до Народних зборів. У 1996 і 2000 роках він вигравав вибори мера Чачаку. 1997 року він покинув попередню партію і заснував «Сербію разом», а 1998 року — «Нову Сербію», яку очолив.
Представляв нову демократичну опозицію Сербії, відігравав важливу роль під час Бульдозерної революції, яка призвела до повалення Слободана Мілошевича. 5 жовтня 2000 організував колону машин, автобусів і вантажівок з Чачаку, які, попри поліційні блокади досягли Белграда. У столиці він очолював протестувальників, які зайняли будівлю парламенту.
У 2003 році був кандидатом на президентських виборах, отримав близько 9% голосів. З березня 2004 року по липень 2008 року він був міністром капітальних вкладень у двох урядах Воїслава Коштуніци. У липні 2012 року очолив Міністерство будівництва та містобудування. У квітні 2014 знову ввійшов до уряду, ставши міністром без портфеля з питань надзвичайних ситуацій.